# Rzeka San
Rzeka San (PLH180007) – specjalny obszar ochrony siedlisk obejmujący San na odcinku od Sanoka do Jarosławia, o powierzchni 1374,76 ha. Znajduje się na terenie powiatów: rzeszowskiego, sanockiego, przemyskiego, brzozowskiego, jarosławskiego, oraz miasta Przemyśl.
Obszar „Rzeka San” został utworzony jako obszar mający znaczenie dla Wspólnoty (projektowany specjalny obszar ochrony siedlisk) w marcu 2009 na mocy decyzji Komisji Europejskiej z 12 grudnia 2008. W 2017 rozporządzeniem Ministra Środowiska został formalnie zatwierdzony jako specjalny obszar ochrony siedlisk.
Ochronie podlega tu m.in. 11 gatunków z załącznika II dyrektywy siedliskowej:
- minóg strumieniowy Lampetra planeri
- kiełb Kesslera Gobio kessleri
- kiełb białopłetwy Gobio albipinatus
- brzanka peloponeska Barbus peloponessius
- boleń pospolity Aspius aspius
- różanka pospolita Rhodeus sericeus amarus
- głowacz białopłetwy Cottus gobio
- koza pospolita Cobitis taenia
- koza złotawa Sabanajewia aurata
- łosoś szlachetny Salmo salar
- skójka gruboskorupowa Unio crassus

Większość terytorium obszaru leży w granicach wielkoobszarowych form ochrony przyrody, głównie Parku Krajobrazowego Pogórza Przemyskiego (39,7%) i Wschodniobeskidzkiego Obszaru Chronionego Krajobrazu (18,68%).